# 広瀬謙三
広瀬 謙三（ひろせ けんぞう、1895年4月15日 - 1970年11月17日）は、愛知県出身の野球公式記録員。

## 経歴
大正時代に新愛知新聞、國民新聞、時事新報の運動部記者として野球、陸上競技、武道など多くのスポーツを担当し、普及活動や指導を行なっていた。
1936年に職業野球が誕生すると同時に連盟から公式記録員としての依頼を受け就任。野球記録の取材、整理、分類のほか、山内以九士と共に野球規則関連で多くの業績を残した。
広瀬が記録したスコアカードは今でも保存されており、プロ野球公式記録の礎にもなっている。
1973年に野球殿堂入り。